# 1973年度新人選手選択会議 (日本プロ野球)
1973年度新人選手選択会議（1973ねんどしんじんせんしゅせんたくかいぎ）は1973年に行われた第9回のプロ野球ドラフト会議である。

## 概要
- 1973年11月20日に東京・日比谷日生会館において開催された。
- 予備抽選で選択指名順を決定し、1位・3位・5位などの奇数順位の指名順は予備抽選の1番→12番、2位・4位・6位などの偶数順位の指名順は奇数順位とは逆に予備抽選の12番→1番に遡る選択指名順を取った。
- 予備抽選の結果は大洋 - 南海 - 近鉄 - 日本ハム - 中日 - 阪急 - 広島 - 阪神 - 太平洋 - 巨人 - ヤクルト - ロッテ。
- 指名選手数は無制限。
- 交渉権の有効期間が「翌年の選択会議開催日の前日まで」から「翌年の選択会議開催日の前々日まで」に改められた。これは前日まで交渉を続けた場合には、その交渉地が遠隔地だった場合に、気象の急変などによって球団関係者がドラフト会議に出席できず、ドラフト会議に支障をきたす恐れがあるため、ドラフト会議の準備期間（閉鎖日）として設けたものだった。この規定が1978年に起こる江川事件の伏線となる。
- 「日本社会人野球協会（現・日本野球連盟）所属選手は新登録から2年（2シーズン）指名禁止」、「交渉権は『東京大会開催の日から社会人野球日本選手権大会終了の日までの期間』停止する」などの規定が加えられた。これによって社会人1年目の選手はドラフト対象に含まれなくなった（この期間が経過する前に所属チームが消滅した場合は除く）。また、前年の交渉権が生きている社会人選手であっても、シーズン中のプロ入りは不可能（社会人野球に進んだ選手に対する交渉権は東京大会開催の日で喪失する）となった。
- 会議前日に日拓ホームフライヤーズが日拓ホームから日本ハムに売却される。日拓球団は前年ドラフト会議終了後に東映から買収されたものであるため、一度もドラフト会議に参加すること無く消滅したことになる。また、本会議当日の時点では翌季からの新愛称「ファイターズ」は未だ名づけられていない。
- かねてから大学進学を表明していた作新学院高の江川卓を阪急が1位で強行指名するも入団を拒否した。
- 巨人のドラフト指名に対し上位3人が揃って入団を拒否した。特に巨人の1位指名を拒否したのは後にも先にもこの年の小林秀一だけである。
- 入団した選手の数はドラフト会議史上最小となる39人にとどまった。

## 指名リスト

### セントラル・リーグ

#### 読売ジャイアンツ
| 順位 | 選手名     | ポジション | 所属         | 結果                 |
| ---- | ---------- | ---------- | ------------ | -------------------- |
| 1位  | 小林秀一   | 投手       | 愛知学院大学 | 拒否・熊谷組入社     |
| 2位  | 黒坂幸夫   | 投手       | 糸魚川商工高 | 拒否・鷺宮製作所入社 |
| 3位  | 中村裕二   | 捕手       | 住友金属     | 拒否                 |
| 4位  | 迫丸金次郎 | 外野手     | 愛知学院大学 | 入団                 |
| 5位  | 尾西和夫   | 投手       | 新日本製鐵堺 | 拒否                 |
| 6位  | 新谷祐二   | 投手       | 福井高卒     | 入団                 |
| 7位  | 金島正彦   | 内野手     | 武相高卒     | 入団                 |

#### 阪神タイガース
| 順位 | 選手名   | ポジション | 所属       | 結果                 |
| ---- | -------- | ---------- | ---------- | -------------------- |
| 1位  | 佐野仙好 | 内野手     | 中央大学   | 入団                 |
| 2位  | 植上健治 | 投手       | 高松商業高 | 入団                 |
| 3位  | 小竹重行 | 投手       | 京都商業高 | 拒否・同志社大学進学 |
| 4位  | 尾藤福繁 | 投手       | 土居高     | 拒否・駒澤大学進学   |
| 5位  | 高橋寛   | 捕手       | 松下電器   | 拒否                 |
| 6位  | 掛布雅之 | 内野手     | 習志野高   | 入団                 |
| 7位  | 山北芳敬 | 外野手     | 中京商業高 | 拒否・明治大学進学   |

#### 中日ドラゴンズ
| 順位 | 選手名   | ポジション | 所属             | 結果                       |
| ---- | -------- | ---------- | ---------------- | -------------------------- |
| 1位  | 藤波行雄 | 外野手     | 中央大学         | 入団                       |
| 2位  | 鈴木博昭 | 内野手     | 三菱自動車川崎   | 入団                       |
| 3位  | 中山俊之 | 投手       | 大昭和製紙北海道 | 拒否                       |
| 4位  | 福島秀喜 | 投手       | 博多商業高       | 拒否・丹羽鉦電機入社       |
| 5位  | 樋野和寿 | 内野手     | 明治大学         | 拒否・日本鋼管入社         |
| 6位  | 金森道正 | 投手       | 天理高           | 拒否・新日本製鐵名古屋入社 |

#### ヤクルトアトムズ
| 順位 | 選手名   | ポジション | 所属           | 結果 |
| ---- | -------- | ---------- | -------------- | ---- |
| 1位  | 佐藤博   | 投手       | 日立製作所     | 入団 |
| 2位  | 釘谷肇   | 外野手     | 八代東高       | 入団 |
| 3位  | 世良賢治 | 捕手       | 常石鉄工       | 入団 |
| 4位  | 生田啓一 | 外野手     | 中京大学       | 入団 |
| 5位  | 高泉秀輝 | 投手       | 札幌鉄道管理局 | 入団 |

#### 大洋ホエールズ
| 順位 | 選手名       | ポジション | 所属           | 結果                   |
| ---- | ------------ | ---------- | -------------- | ---------------------- |
| 1位  | 山下大輔     | 内野手     | 慶應義塾大学   | 入団                   |
| 2位  | 大橋康延     | 投手       | 作新学院高     | 入団                   |
| 3位  | 草場益裕     | 内野手     | 唐津商業高     | 拒否・中央大学進学     |
| 4位  | ウイリー木原 | 捕手       | 別府大学附属高 | 拒否・法政大学進学     |
| 5位  | 三浦道男     | 投手       | 神戸村野工業高 | 入団                   |
| 6位  | 長野隆裕     | 外野手     | 別府鶴見丘高   | 拒否・青山学院大学進学 |
| 7位  | 藤原仁       | 投手       | 崇徳高         | 拒否・駒澤大学進学     |

#### 広島東洋カープ
| 順位 | 選手名   | ポジション | 所属           | 結果                 |
| ---- | -------- | ---------- | -------------- | -------------------- |
| 1位  | 木下富雄 | 内野手     | 駒澤大学       | 入団                 |
| 2位  | 福井文彦 | 内野手     | 崇徳高         | 拒否・中央大学進学   |
| 3位  | 瀬戸和則 | 投手       | 盛岡鉄道管理局 | 入団                 |
| 4位  | 福島義隆 | 投手       | 竹原高         | 拒否・法政大学進学   |
| 5位  | 野村豊   | 捕手       | 熊本県立第二高 | 拒否・早稲田大学進学 |
| 6位  | 入江道生 | 内野手     | 九州産交       | 入団                 |
| 7位  | 石淵国博 | 捕手       | 宮崎実業高     | 入団                 |

### パシフィック・リーグ

#### 南海ホークス
| 順位 | 選手名   | ポジション | 所属         | 結果                 |
| ---- | -------- | ---------- | ------------ | -------------------- |
| 1位  | 藤田学   | 投手       | 南宇和高     | 入団                 |
| 2位  | 山倉和博 | 捕手       | 東邦高       | 拒否・早稲田大学進学 |
| 3位  | 河埜敬幸 | 内野手     | 八幡浜工業高 | 入団                 |
| 4位  | 平山正人 | 投手       | PL学園高     | 拒否・新日鐵堺入社   |

#### 阪急ブレーブス
| 順位 | 選手名   | ポジション | 所属           | 結果                   |
| ---- | -------- | ---------- | -------------- | ---------------------- |
| 1位  | 江川卓   | 投手       | 作新学院高     | 拒否・法政大学進学     |
| 2位  | 山下浩二 | 投手       | 熊本県立第二高 | 入団                   |
| 3位  | 池田昭   | 投手       | 秋田商業高     | 入団                   |
| 4位  | 土居靖典 | 内野手     | 高松第一高     | 拒否・慶應義塾大学進学 |
| 5位  | 前田亨   | 捕手       | 日本通運       | 入団                   |

#### ロッテオリオンズ
| 順位 | 選手名   | ポジション | 所属           | 結果               |
| ---- | -------- | ---------- | -------------- | ------------------ |
| 1位  | 佐藤博正 | 投手       | 札幌商業高     | 入団               |
| 2位  | 小鷹卓也 | 投手       | 飯能高         | 入団               |
| 3位  | 袴田英利 | 捕手       | 自動車工業高   | 拒否・法政大学進学 |
| 4位  | 浜師勝彦 | 投手       | 新日本製鐵室蘭 | 拒否               |

#### 太平洋クラブライオンズ
| 順位 | 選手名   | ポジション | 所属           | 結果                     |
| ---- | -------- | ---------- | -------------- | ------------------------ |
| 1位  | 山村善則 | 内野手     | 大鉄高         | 入団                     |
| 2位  | 楠城徹   | 捕手       | 早稲田大学     | 入団                     |
| 3位  | 鈴木治彦 | 内野手     | 早稲田大学     | 入団                     |
| 4位  | 平田恒夫 | 投手       | 中京商業高     | 拒否・三協精機入社       |
| 5位  | 笠間雄二 | 捕手       | 電電北陸       | 拒否                     |
| 6位  | 大町定夫 | 投手       | 新日本製鐵光   | 拒否                     |
| 7位  | 登記欣也 | 投手       | 神戸製鋼       | 拒否                     |
| 8位  | 松原正義 | 内野手     | 金沢市立工業高 | 拒否・三菱自動車京都入社 |

#### 日本ハムファイターズ
| 順位 | 選手名   | ポジション | 所属         | 結果 |
| ---- | -------- | ---------- | ------------ | ---- |
| 1位  | 鵜飼克雄 | 投手       | 四国電力     | 入団 |
| 2位  | 島津佳一 | 外野手     | 本田技研鈴鹿 | 入団 |
| 3位  | 内藤博   | 内野手     | 日本鋼管     | 拒否 |
| 4位  | 村井英司 | 捕手       | 電電北海道   | 入団 |
| 5位  | 竹口幸紀 | 投手       | 北海高       | 入団 |

#### 近鉄バファローズ
| 順位 | 選手名     | ポジション | 所属           | 結果 |
| ---- | ---------- | ---------- | -------------- | ---- |
| 1位  | 栗橋茂     | 外野手     | 駒澤大学       | 入団 |
| 2位  | 有田二三男 | 投手       | 北陽高         | 入団 |
| 3位  | 上林成行   | 投手       | クラレ岡山     | 入団 |
| 4位  | 藤沢公也   | 投手       | 日本鉱業佐賀関 | 拒否 |
| 5位  | 酒井増夫   | 投手       | 八幡浜工業高   | 入団 |
| 6位  | 太田清春   | 投手       | 西濃運輸       | 入団 |